# Dana Andrews
Dana Andrews (1. ledna 1909, Covington County, Mississippi, USA – 17. prosince 1992, Los Alamitos, Kalifornie) byl americký filmový a divadelní herec. Patřil k předním hollywoodským hvězdám poloviny 20. století. Proslavil se především jako představitel filmů noir a snímků s válečnou tematikou, ale úspěchů dosáhl i ve westernech a romantických rolích.

## Život
Carver Dana Andrews se narodil v malé obci Don't v Mississippi jako třetí z třinácti dětí baptistického kazatele Charlese Forresta Andrewse a jeho ženy Annis. V roce 1926 dokončil školu v texaském Huntsville a začal studovat podnikání na Sam Houston State Teacher's College. V rodině však nebylo peněz nazbyt, proto po dvou letech studium ukončil, našel si místo účetního a přivydělával si jako promítač v kině a řidič dodávky.
V roce 1929 se rozhodl, že se stane filmovým hercem, a s pár dolary v kapse se vydal stopem na dva tisíce kilometrů dlouhou cestu
z Texasu do Los Angeles. Zde vystřídal několik zaměstnání, mimo jiné pracoval u benzinové pumpy nebo jako řidič autobusu, a po večerech hrál pro místní divadelní společnost. Tady se seznámil se svou první manželkou Janet Murrayovou. V roce 1933 se jim narodil syn David, ale roku 1935 Janet zemřela na zápal plic.
Od roku 1936 vystupoval Andrews v Pasadena Community Playhouse, kde potkal svou druhou manželku Mary Toddovou. Vzali se
v listopadu 1939 a narodily se jim tři děti.
Koncem roku 1938 uzavřel Andrews kontrakt se studiem Samuela Goldwyna. Od 40. let do poloviny 50. let hrál ve více než čtyřiceti filmech, z nichž některé patří mezi nejúspěšnější hollywoodské produkce všech dob a Andrewse vynesly na vrchol popularity. Vystupoval i na Broadwayi a natáčel dramatizace svých filmových rolí pro rádio. V roce 1952 založil vlastní produkční společnost Lawrence Productions.
V 60. letech se jeho kariéra ocitla na sestupu a Andrews začal podnikat v nemovitostech, čímž získal finanční nezávislost. Dál se však objevoval ve filmech a televizních pořadech,
i když jen v epizodních rolích. V letech 1963 až 1965 byl předsedou Screen Actor's Guild. S rodinou žil v Kalifornii, kde také ve věku 83 let zemřel.
Dana Andrews si pečlivě střežil soukromí a z hollywoodských kolegů měl do jeho rodiny přístup jen málokdo. Rád fotografoval a volný čas trávil na své jachtě. O jeho fenomenální paměti se vyprávějí legendy stejně jako o jeho schopnosti pít celou noc, ráno se dostavit na natáčení a bezchybně odříkat text. Právě problémy s alkoholem se však často uvádějí jako jeden
z důvodů, proč jeho kariéra v pozdějších letech stagnovala. Sám Andrews vzpomínal, jak chodil pít s Ronaldem Reaganem a Williamem Holdenem – dali si skleničku, pak dvě. Když Andrews objednal třetí, Reagan šel domů, Andrews a Holden zůstali. „A proto se z Reagana stal prezident a z nás alkoholici, “ uzavírá Andrews s typickým sarkasmem. Na rozdíl od Williama Holdena se mu však podařilo závislosti zbavit a v pozdějších letech se angažoval v protialkoholním hnutí.

## Kariéra

### Divadelní začátky
Po příjezdu do Kalifornie se Andrews s finanční podporou bývalých zaměstnavatelů zapsal na kurzy herectví a operního zpěvu (podle dobových ohlasů měl výborný baryton, který paradoxně ve filmu nikdy nevyužil). Pracoval, aby si vydělal na živobytí a splatil dluhy, bral hodiny šermu, vystřídal několik poradců, kteří s ním probírali jeho role, piloval výslovnost, četbou doháněl zanedbané vzdělání, navštěvoval společenské akce, aby získal potřebné známosti, a absolvoval kamerové zkoušky, po nichž se pravidelně dočkal rady, ať se raději znovu věnuje účetnictví.
Od roku 1936 vystupoval na kalifornské divadelní scéně Pasadena Community Playhouse. Nastudoval zde přes třicet produkcí, zpočátku se objevoval ve vedlejších shakespearovských rolích, první výraznější úspěch sklidil v dramatizaci Paths of Glory  Humphreyho Cobba (1936), kde ztvárnil jednoho z nespravedlivě popravených vojáků. Kritika si nadějného herce povšimla s tím, že „dokázal vystihnout vzdor i syrovou bezmoc [...] inteligentního mladého člověka, který musí důstojně podstoupit nesmyslnou smrt“. Právě tento výkon mu později zajistil roli ve filmu The Ox-Bow Incident.

### První filmové role
Svou vůbec první filmovou příležitost dostal na podzim roku 1939 ve snímku Williama Wylera The Westerner s Garym Cooperem v hlavní roli (film přišel do kin až koncem roku 1940). V roce 1941 si zahrál vedlejší postavu ve Fordově adaptaci Caldwellova románu Tobacco Road, následovala jedna z hlavních rolí v Cummingsově Belle Starr (1941), kde se poprvé objevil po boku Gene Tierneyové, a další spolupráce s Garym Cooperem ve snímku Howarda Hawkse Ball of Fire (1941). Zde si zahrál arogantního uhlazeného gangstera, který se s hlavním hrdinou utká o přízeň Barbary Stanwyckové.
V roce 1941 se dočkal charakterní role v prvním Renoirově hollywoodském filmu Swamp Water. Sugestivně nasnímané prostředí floridských bažin, v nichž Renoir na rozdíl od běžných hollywoodských zvyklostí natáčel v reálu, a kvalitní herecké výkony se projevily na kasovním úspěchu filmu. V roce 1943 dostal Andrews příležitost ve westernu The Ox-Bow Incident s Henrym Fondou v hlavní roli. Zahrál si zde jednoho z trojice lynčovaných mužů neprávem obviněných z vraždy a kritika vyzdvihla jeho výkon jako klíčový pro realistické vyznění příběhu. Film obdržel nominaci na Oscara, ale v konečném klání prohrál s Casablankou.
Jestliže v předchozím snímku na sebe Andrews upozornil filmovou kritiku, drama The Purple Heart (1944) mu přineslo i široký divácký ohlas. Film, součást hollywoodské válečné propagandy, zpracovává téma amerického náletu na Tokio z dubna 1942. Nesoustředí se však na samotné bombardování, nýbrž se zaměřuje na osud sestřelených letců, kteří skončili v japonském zajetí. Postavou kapitána Rosse si Andrews upevnil pozici představitelů hlavních rolí.

### Vrcholné období
Andrewsovu schopnost pružně měnit žánry a výrazový rejstřík dokládá i pohotovost, s jakou se z válečného hrdiny přerodil do role šarmantního novináře z oscarového komediálního muzikálu Rodgerse a Hammersteina State Fair (1945) a do postavy detektiva drsné školy McPhersona v oscarovém filmu Laura (1944), opět s Gene Tierneyovou. Tento klasický noir a první Andrewsova spolupráce s režisérem Ottou Premingerem má i díky kameře Josepha LaShelle vnitřní, téměř neznatelně se stupňující napětí. Andrews hraje detektiva, který vyšetřuje záhadnou vraždu mladé ženy a přitom stále více propadá jejímu kouzlu, a jeho dokonale vyvážená směsice cynismu a zranitelnosti dodává postavě zneklidňující rozměr. K filmu noir se vrátil i v další úspěšné spolupráci s Ottou Premingerem Fallen Angel (1945), v tísnivém podobenství o nezřetelné hranici mezi dobrem a zlem.
Následuje ojedinělé válečné drama A Walk in the Sun (1945) režiséra Lewise Milestonea, zachycující operaci americké pěší čety, která má po vylodění v Itálii obsadit nacisty opevněnou farmu, ale postupně přijde o tři velící důstojníky. Andrewsův seržant Tyne se musí ujmout velení a v akci prokáže přirozenou autoritu i velitelské schopnosti. Právě v těchto až dokumentárních rolích vyniká Andrewsovo nadání ztvárnit postavu neokázale, ale dodat jí vnitřní napětí a věrohodný rozměr výjimečnosti, v níž je cítit zrod nepatetického hrdinství. „Každý herec má svá omezení, která jsou leckdy zajímavější než jeho talent. Občas právě ta určují, jak herec zapůsobí na plátně. [Andrews] měl také takové omezení: nedokázal vypadat neinteligentně. Dokonce i když představoval prostého vojáka, byl to voják až nevšedně vnímavý [...] Většinou hrál role obyčejných lidí, policistů a seržantů, ale pokaždé s tragickým podtónem, že jeho hrdina zažil a viděl příliš mnoho.“
Tento typ postavy – obyčejného člověka, který se osvědčí v krizové situaci – hrál i ve svém komerčně nejúspěšnějším oscarovém snímku The Best Years of Our Lives (1946) o návratu válečných veteránů z druhé světové války. Rolí kapitána Freda Derryho, který se vrací z bojů ověnčený řády, ale v běžném životě nemůže najít ani slušné zaměstnání, vystavěl Andrews komplexní charakter a vypointoval ho v několika dramatických momentech, jimiž neubral postavě na autentičnosti, ale dodal jí nadčasový přesah.
Ve stejném roce přichází do kin western Canyon Passage (1946) z doby osidlování amerického Západu. Režisér Jacques Tourneur vypráví příběh dvou přátel z malého města na Oregonské stezce a Andrews roli Logana Stuarta vtiskl dravost i neukotvenost lidí bez kořenů. Snímek získal nominaci na Oscara a patřil ke kasovně nejúspěšnějším westernům studia 20th Century Fox.
V listopadu 1946 ocenil New York Post „rozmanitost, přesvědčivost a hloubku“ Andrewsových výkonů v The Best Years of Our Lives, A Walk in the Sun, Canyon Passage a State Fair, které jsou zralé na Cenu newyorských filmových kritiků, ale „[Andrewsův výkon] je nevtíravý. Právě to, co jeho projevu dodává na přirozenosti a síle, omezuje jeho šance cenu získat. Pouze okázalost, razance a velká gesta obvykle slaví úspěch“.
V Daisy Kenyon (1947) s Henrym Fondou a Joan Crawfordovou se Andrews vrací k žánru noir, v další ze svých rolí morálně ambivalentních hrdinů, tentokrát jako okouzlující sobecký advokát, za jehož bezohledností je cítit úzkost a tragická prázdnota. V prostředí soudního dvora se odehrává i oscarový snímek Boomerang (1947) režiséra Elii Kazana, v němž Andrews ztvárnil roli státního žalobce, který se musí rozhodnout mezi kariérou a vlastním svědomím. Film vznikl podle skutečné události a závěrečná, téměř dvacetiminutová scéna u soudu je ukázkou dramatické gradace.
Na špionážní snímek The Iron Curtain (1948), romantické drama My Foolish Heart (1949) se Susan Haywardovou a dickensovsky laděný příběh z viktoriánské Anglie The Forbidden Street (1949) navázal další snímek noir Where the Sidewalk Ends (1950), v němž Andrews s mrazivou přesvědčivostí dokumentuje volný pád hlavního hrdiny, který se snaží zahladit své selhání, ale stále více se zaplétá do vlastních lží.

### Ústup ze slávy
Po námořním dramatu Sealed Cargo (1951) a válečném filmu The Frogmen (1951) následoval snímek I Want You (1951) o problematice vojenských odvodů do Korejské války. V dalších letech střídal Andrews různé žánry, v roce 1954 si zahrál ve výpravném filmu s Elizabeth Taylorovou Elephant Walk, dvojicí filmů Fritze Langa While the City Sleeps (1956) z novinářského prostředí a Beyond a Reasonable Doubt (1956) se vrací k žánru noir. V divácky úspěšném hororu Jacquesa Tourneura Night of the Demon (1957) hraje skeptického vědce, jenž se chystá odhalit podivné praktiky vůdce kultu satanistů, ale sám se ocitá v ohrožení života. Od 60. let se Andrews objevuje v okrajových rolích a televizních pořadech, které mu nedávají větší prostor se herecky prosadit. Ke svým válečným snímkům se vrátil v Battle of the Bulge (1965) a Devil's Brigade (1968), zahrál si i v Kazanově The Last Tycoon (1976). S filmovou kariérou se rozloučil v roce 1985.

### Herectví
Dana Andrews se řadí k představitelům tzv. minimalismu (podehrávání) a tento typ dokumentárního herectví dokázal ve svých nejlepších rolích dovést k dokonalosti i díky přirozené schopnosti ovládnout plátno. Dobře si uvědomoval rozdílné nároky divadelního a filmového projevu: „Kamera je tak blízko. Vidí a snímá úplně všechno. Zaznamená sebemenší drobnost, nepatrný pohyb očí nebo úst.“ Sám uměl této skutečnosti využít ve svůj prospěch a na pomyslné stupnici výrazových prostředků se zdařile vyhýbal jak expresivitě metodických herců, tak i pasti stereotypnosti, do níž upadly leckteré tehdejší hollywoodské hvězdy. Jestliže s úbytkem kvalitního filmového materiálu spoléhal v pozdějších letech spíše na rutinu, ve svém vrcholném období se dokázal úspěšně pohybovat v rozpětí, které mu vymezoval jeho herecký styl, a přitom s citem pro detail vyladit vytyčenou škálu přesně podle požadavků žánrového i psychologického odstínění postav.

## Filmografie
- Lucky Cisco Kid (1940)
- Sailor's Lady (1940)
- Kit Carson (1940)
- Člověk ze Západu (1940)
- Tobacco Road (1941)
- Belle Starr (1941)
- Bažiny (1941)
- Gangsterská nevěsta (1941)
- Berlin Correspondent (1942)
- Crash Dive (1943)
- Jízda do Ox-Bow (1943)
- Severní hvězda (1943)
- Up in Arms (1944)
- The Purple Heart (1944)
- Wing and a Prayer (1944)
- Laura (1944)
- State Fair (1945)
- Fallen Angel (1945)
- A Walk in the Sun (1945)
- Canyon Passage (1946)
- Nejlepší léta našeho života (1946)
- Bumerang (1947)
- Night Song (1947)
- Daisy Kenyon (1947)
- Železná opona (1948)
- Deep Waters (1948)
- No Minor Vices (1948)
- The Forbidden Street 1949)
- Sword in the Desert (1949)
- My Foolish Heart (1949)
- Where the Sidewalk Ends (1950)
- Edge of Doom (1950)
- The Frogmen (1951)
- Sealed Cargo (1951)
- I Want You (1951)
- Assignment – Paris (1952)
- Sloní stezka (1954)
- Duel in the Jungle (1954)
- Three Hours to Kill (1954)
- Smoke Signal (1955)
- Strange Lady in Town (1955)
- Komančové (1956)
- While the City Sleeps (1956)
- Beyond a Reasonable Doubt (1956)
- Spring Reunion (1957)
- Zero Hour (1957)
- Night of the Demon (1957)
- The Fearmakers (1958)
- Enchanted Island (1958)
- The Crowded Sky (1960)
- Madison Avenue (1962)
- Ďábelský bacil (1965)
- Po zlém (1965)
- Crack in the World (1965)
- Brainstorm (1965)
- Town Tamer (1965)
- Berlino, Appuntamento per le Spie (1965)
- The Loved One (1965)
- Bitva v Ardenách (1965)
- Johnny Reno (1966)
- The Frozen Dead (1966)
- Hot Rods to Hell (1967)
- Supercolpo da 7 milliardi (1967)
- Il cobra (1967)
- Ďábelská brigáda (1968)
- Innocent Bystanders (1972)
- Letiště 1975 (1974)
- Cesta do Sonory (1975)
- Poslední magnát (1976)
- Správní chlapi nosí černou (1978)
- Born Again (1978)
- The Pilot (1980)
- Prince Jack (1985)